# Samantha Reeves
Samantha Reeves (Redwood City, 17 gennaio 1979) è un'ex tennista statunitense.

## Carriera
In carriera ha vinto due titoli di doppio, il Bell Challenge nel 2001 e nel 2002. Nei tornei del Grande Slam ha ottenuto il suo miglior risultato raggiungendo il terzo turno nel singolare a Wimbledon nel 2003, e nel doppio agli Australian Open nel 1998 e nel 2004.

## Statistiche

### Doppio

#### Vittorie (2)
| Numero | Anno              | Torneo                 | Superficie | Compagna              | Avversarie in finale                 | Punteggio     |
| 1.     | 23 settembre 2001 | Bell Challenge, Québec | Sintetico  | Adriana Serra Zanetti | Klára Koukalová Alena Vašková        | 7-5, 4-6, 6-3 |
| 2.     | 22 settembre 2002 | Bell Challenge, Québec | Sintetico  | Jessica Steck         | María Emilia Salerni Fabiola Zuluaga | 4-6, 6-3, 7-5 |

#### Finali perse (1)
| Numero | Anno            | Torneo                             | Superficie | Compagna              | Avversarie in finale               | Punteggio |
| 1.     | 12 gennaio 2002 | Canberra Women's Classic, Canberra | Cemento    | Adriana Serra Zanetti | Nannie de Villiers Irina Seljutina | 2-6, 3-6  |

### Risultati in progressione
| Sigla | Risultato               |
| ----- | ----------------------- |
| V     | Vincitore               |
| F     | Finalista               |
| SF    | Semifinalista           |
| O     | Oro olimpico            |
| A     | Argento olimpico        |
| SF    | Bronzo olimpico         |
| QF    | Quarti di Finale        |
| 4T    | Quarto turno            |
| 3T    | Terzo turno             |
| 2T    | Secondo turno           |
| 1T    | Primo turno             |
| RR    | Round Robin             |
| LQ    | Turno di qualificazione |
| A     | Assente                 |
| ND    | Non disputato           |

| Legenda superfici    |
| -------------------- |
| Cemento              |
| Terra battuta        |
| Erba                 |
| Superficie variabile |

#### Singolare nei tornei del Grande Slam
| Torneo          | 1998 | 1999 | 2000 | 2001 | 2002 | 2003 | 2004 |
| --------------- | ---- | ---- | ---- | ---- | ---- | ---- | ---- |
| Australian Open | 1T   | 2T   | A    | A    | 1T   | 1T   | 1T   |
| Open di Francia | 1T   | A    | A    | A    | 2T   | 1T   | 1T   |
| Wimbledon       | 1T   | A    | A    | A    | 1T   | 3T   | 1T   |
| US Open         | 1T   | 2T   | A    | A    | 1T   | 2T   | A    |

#### Doppio nei tornei del Grande Slam
| Torneo          | 1996 | 1997 | 1998 | 1999 | 2000 | 2001 | 2002 | 2003 | 2004 |
| --------------- | ---- | ---- | ---- | ---- | ---- | ---- | ---- | ---- | ---- |
| Australian Open | A    | A    | 3T   | 1T   | 1T   | A    | 1T   | 2T   | 3T   |
| Open di Francia | A    | A    | 1T   | A    | A    | A    | 1T   | 1T   | 2T   |
| Wimbledon       | A    | A    | A    | 1T   | 1T   | A    | 1T   | 1T   | 1T   |
| US Open         | 1T   | A    | A    | A    | A    | A    | 1T   | 1T   | 1T   |

#### Doppio misto nei tornei del Grande Slam
| Torneo          | 2002 | 2003 |
| --------------- | ---- | ---- |
| Australian Open | A    | A    |
| Open di Francia | A    | A    |
| Wimbledon       | 2T   | 2T   |
| US Open         | A    | A    |